# إد رايت (ملحن)
إد رايت (بالإنجليزية: Ed Wright)‏ هو ملحن بريطاني، ولد في 4 أغسطس 1980 في هوريدغ في المملكة المتحدة.